# ولاية شرق دارفور

ولاية شرق دارفور

ولاية شرق دارفور تقع في غرب السودان وهي من الولايات الحدودية مع دولة جنوب السودان، وتعدّ الولاية الأكثر نشاطاً في التجارة والزراعة والرعي.

## المحليات
تضم الولاية تسع محليات هي:
- الضعين
- عديلة
- بحر العرب
- الفردوس
- ابوكارنكا
- شعيرية
- ابوجابرة
- ياسين
- عسلاية

قالب:وحده صليعة الادريه

## النشاط الاقتصادي
ويشتغل عدد كبير من سكان الولاية في رعي المواشي يتمركز معظمهم في منطقة بحر العرب، حيث يمثل الرعي النشاط الاقتصادي المهم في الولاية إلى جانب الزراعة التي تتميز بإنتاجيتها العالية بالنسبة لمختلف المحاصيل الزراعية.
توجد في الولاية أراضي زراعية خصبة وموارد معدنية ونفط وثروة حيوانية هائلة ومراعي واسعة تجذب الرعاة الرحل من مناطق كشمال كردفان في الغرب والبطانة في وسط السودان مما يكسبها اهمية فيما يتعلق بالأمن الغذائي والتبادل التجاري.

## النقل
تعدّ الولاية ملتقى طرق تربط ولايات كردفان ودارفور ودولة جنوب السودان بباقي ولايات السودان. كما أنها تعدّ المعبر الرئيسي للسلع إلى دولة جنوب السودان خاصة مدن (واو وأويل وقوقريال وغيرها). كما ترتبط بخط للسكة الحدبدية بالخرطوم عبر كوستي وسنار شرقاً وبمدينة نيالا غرباً.
من التحديات التي تواجه الولاية بعد اكتشاف النفط في محلية عديلة هو توفير الأمن في تلك المحلية ومناطق التنقيب الاخري.
أما في الجانب الاجتماعي تتميز الولايات بالعلاقات التاريخية والتعايش السلمي بين مجموعاتها الأثنية والاجتماعية والثقافية المختلفة.
أهم مكونات الولاية السكانية ثلاثة هي: الرزيقات والمعاليا والبرقد
حاضرة الرزيقات الضعين وحاضرة المعاليا عديلة وحاضرة البرقد شعيرية.
وهناك مجموعات سكانية أخرى تعيش مع المكونات الثلاث الرئيسية في محليات الولاية المختلفة

## معرض الصور